# Liverpool Football Club 1986-1987
Questa voce raccoglie le informazioni riguardanti il Liverpool Football Club nelle competizioni ufficiali della stagione 1986-1987

## Maglie e sponsor
Lo sponsor tecnico per la stagione 1986-1987 è Adidas, mentre lo sponsor ufficiale è Crown Paints.
| Casa | Trasferta | Terza divisa |

## Rosa
| N. |                        | Ruolo | Calciatore             |
| -- | ---------------------- | ----- | ---------------------- |
|    | Zimbabwe (bandiera)    | P     | Bruce Grobbelaar       |
|    | Inghilterra (bandiera) | P     | Bob Bolder             |
|    | Inghilterra (bandiera) | P     | Mike Hooper            |
|    | Inghilterra (bandiera) | D     | Gary Ablett            |
|    | Irlanda (bandiera)     | D     | Jim Beglin             |
|    | Scozia (bandiera)      | D     | Gary Gillespie         |
|    | Scozia (bandiera)      | D     | Alan Hansen (capitano) |
|    | Irlanda (bandiera)     | D     | Mark Lawrenson         |
|    | Scozia (bandiera)      | D     | John McGregor          |
|    | Scozia (bandiera)      | D     | Steve Nicol            |
|    | Irlanda (bandiera)     | D     | Steve Staunton         |
|    | Inghilterra (bandiera) | D     | Barry Venison          |
|    | Inghilterra (bandiera) | D     | Alex Watson            |
|    | Inghilterra (bandiera) | C     | John Durnin            |

| N. |                        | Ruolo | Calciatore      |
| -- | ---------------------- | ----- | --------------- |
|    | Inghilterra (bandiera) | C     | Craig Johnston  |
|    | Inghilterra (bandiera) | C     | Sammy Lee       |
|    | Inghilterra (bandiera) | C     | Kevin MacDonald |
|    | Inghilterra (bandiera) | C     | Steve McMahon   |
|    | Inghilterra (bandiera) | C     | Brian Mooney    |
|    | Danimarca (bandiera)   | C     | Jan Mølby       |
|    | Inghilterra (bandiera) | C     | Mark Seagraves  |
|    | Inghilterra (bandiera) | C     | Nigel Spackman  |
|    | Scozia (bandiera)      | C     | John Wark       |
|    | Irlanda (bandiera)     | C     | Ronnie Whelan   |
|    | Irlanda (bandiera)     | A     | John Aldridge   |
|    | Scozia (bandiera)      | A     | Kenny Dalglish  |
|    | Scozia (bandiera)      | A     | Alan Irvine     |
|    | Inghilterra (bandiera) | A     | Paul Walsh      |

## Risultati

### Charity Shield
| Arbitro: | Midgley |

|          |           |           |
| Rush 87’ | Marcatori | 80’ Heath |